# Liste der Naturdenkmale in Blaustein
| Naturdenkmale | Anzahl |
| ------------- | ------ |
| FND           | 11     |
| END           | 40     |
| Gesamt        | 51     |

Die Liste der Naturdenkmale in Blaustein nennt die verordneten Naturdenkmale (ND) der im baden-württembergischen Alb-Donau-Kreis liegenden Stadt Blaustein. In Blaustein gibt es insgesamt 51 als Naturdenkmal geschützte Objekte, davon 11 flächenhafte Naturdenkmale (FND) und 40 Einzelgebilde-Naturdenkmale (END).
Stand: 29. Juli 2024.

## Flächenhafte Naturdenkmale (FND)
| Name                                                      | Bild | Kennung     | Einzelheiten | Position | Fläche Hektar | Datum         |
| --------------------------------------------------------- | ---- | ----------- | ------------ | -------- | ------------- | ------------- |
| Baumhain an der Alten Steige                              | BW   | 84251410066 | Blaustein    | ⊙        | 1,1           | 22. Apr. 2004 |
| Baumhain bei den Unteren Krautländern                     | BW   | 84251410031 | Blaustein    | ⊙        | 0,8           | 22. Apr. 2004 |
| Doline „Totengrube“                                       | BW   | 84251410034 | Blaustein    | ⊙        | 0,3           | 22. Apr. 2004 |
| Feldgehölz mit 3 Feldahorn an der Ascher Straße           | BW   | 84251410040 | Blaustein    | ⊙        | 0,1           | 22. Apr. 2004 |
| Hüle mit Baumbestand („Gänshüle“)                         | BW   | 84251410035 | Blaustein    | ⊙        | 0,1           | 22. Apr. 2004 |
| Kriegerdenkmal Wippingen                                  | BW   | 84251410045 | Blaustein    | ⊙        | 0,4           | 22. Apr. 2004 |
| Lautertopf                                                |      | 84251410039 | Blaustein    | ⊙        | 0,0           | 22. Apr. 2004 |
| Löwenfels                                                 |      | 84251410059 | Blaustein    | ⊙        | 1,4           | 22. Apr. 2004 |
| Magerrasen, Wasserfläche und Gehölzbestand am Mähdlesbaum | BW   | 84251410052 | Blaustein    | ⊙        | 1,4           | 22. Apr. 2004 |
| Tagstein-Fels                                             | BW   | 84251410060 | Blaustein    | ⊙        | 0,2           | 22. Apr. 2004 |
| Trockenbiotop mit Gehölzen an der Weidacher Hütte         | BW   | 84251410046 | Blaustein    | ⊙        | 2,3           | 22. Apr. 2004 |
| Legende für Naturdenkmal                                  |      |             |              |          |               |               |

## Einzelgebilde (END)
| Name                                                    | Bild | Kennung     | Einzelheiten                                                                                      | Position | Fläche Hektar | Datum         |
| ------------------------------------------------------- | ---- | ----------- | ------------------------------------------------------------------------------------------------- | -------- | ------------- | ------------- |
| Allee an der Lautertalstraße                            | BW   | 84251410033 | Blaustein                                                                                         | ⊙        | 0,0           | 22. Apr. 2004 |
| Doppellinde am Feldkreuz beim Gewann Mahdstein          | BW   | 84251410053 | Blaustein                                                                                         | ⊙        | 0,0           | 22. Apr. 2004 |
| Lindenreihe an der Alten Steige                         | BW   | 84251410067 | Blaustein                                                                                         | ⊙        | 0,0           | 22. Apr. 2004 |
| 1 Blutbuche und 1 Sommerlinde am Herrlinger Friedhof    | BW   | 84251410056 | Blaustein                                                                                         | ⊙        | 0,0           | 22. Apr. 2004 |
| 1 Feldahorn am Beibruck                                 | BW   | 84251410055 | Blaustein                                                                                         | ⊙        | 0,0           | 22. Apr. 2004 |
| 1 Nussbaum in der Ortsmitte Dietingen                   | BW   | 84251410064 | Blaustein                                                                                         | ⊙        | 0,0           | 22. Apr. 2004 |
| 1 Rotbuche (Enderlesbuche) im Gewann Lehle              | BW   | 84251410021 | Blaustein                                                                                         | ⊙        | 0,0           | 22. Apr. 2004 |
| 1 Sommerlinde am Lindegert                              | BW   | 84251410065 | Blaustein                                                                                         | ⊙        | 0,0           | 22. Apr. 2004 |
| 1 Sommerlinde am Temmenhauser Weg                       | BW   | 84251410029 | Blaustein                                                                                         | ⊙        | 0,0           | 22. Apr. 2004 |
| 1 Sommerlinde an der alten Heerstraße                   | BW   | 84251410024 | Blaustein                                                                                         | ⊙        | 0,0           | 22. Apr. 2004 |
| 1 Sommerlinde an der Arnegger Kirche                    | BW   | 84251410062 | Blaustein                                                                                         | ⊙        | 0,0           | 22. Apr. 2004 |
| 1 Sommerlinde an der Sonderbucher Straße                | BW   | 84251410044 | Blaustein                                                                                         | ⊙        | 0,0           | 22. Apr. 2004 |
| 1 Sommerlinde beim Rathaus                              | BW   | 84251410030 | Blaustein                                                                                         | ⊙        | 0,0           | 22. Apr. 2004 |
| 1 Sommerlinde (Große Bollinde) im Gewann Bol/Bollinde   | BW   | 84251410027 | Blaustein                                                                                         | ⊙        | 0,0           | 22. Apr. 2004 |
| 1 Sommerlinde im Gewann Scharenstetter Höhe             | BW   | 84251410028 | Blaustein                                                                                         | ⊙        | 0,0           | 22. Apr. 2004 |
| 1 Sommerlinde im Sandgrabenhau                          | BW   | 84251410017 | Blaustein                                                                                         | ⊙        | 0,0           | 22. Apr. 2004 |
| 1 Sommerlinde in der Ortsmitte                          | BW   | 84251410049 | Blaustein                                                                                         | ⊙        | 0,0           | 22. Apr. 2004 |
| 1 Sommerlinde (Kleine Bollinde) an der alten Heerstraße | BW   | 84251410025 | Blaustein                                                                                         | ⊙        | 0,0           | 22. Apr. 2004 |
| 1 Stieleiche am Lauterweg                               | BW   | 84251410038 | Blaustein                                                                                         | ⊙        | 0,0           | 22. Apr. 2004 |
| 1 Stieleiche am Rommel-Gedenkstein                      | BW   | 84251410043 | Blaustein                                                                                         | ⊙        | 0,0           | 22. Apr. 2004 |
| 1 Stieleiche am Sommerberg („Tango-Eiche“)              | BW   | 84251410063 | Blaustein                                                                                         | ⊙        | 0,0           | 22. Apr. 2004 |
| 1 Stieleiche an der Bollinger Straße                    | BW   | 84251410036 | Blaustein                                                                                         | ⊙        | 0,0           | 22. Apr. 2004 |
| 1 Stieleiche im Böckhau                                 | BW   | 84251410020 | Blaustein                                                                                         | ⊙        | 0,0           | 22. Apr. 2004 |
| 1 Stieleiche im Gewann Böckhau                          | BW   | 84251410019 | Blaustein                                                                                         | ⊙        | 0,0           | 22. Apr. 2004 |
| 1 Stieleiche im Gewann Buchbrunnen                      | BW   | 84251410050 | Blaustein                                                                                         | ⊙        | 0,0           | 22. Apr. 2004 |
| 1 Stieleiche im Gewann Mark                             | BW   | 84251410041 | Blaustein                                                                                         | ⊙        | 0,0           | 22. Apr. 2004 |
| 1 Stieleiche im Tiefen Tal                              | BW   | 84251410022 | Blaustein                                                                                         | ⊙        | 0,0           | 22. Apr. 2004 |
| 1 Stieleiche („Mähdlesbaum“)                            | BW   | 84251410051 | Blaustein                                                                                         | ⊙        | 0,0           | 22. Apr. 2004 |
| 1 Stieleiche und 1 Weißbirke im Tiefen Tal              | BW   | 84251410023 | Blaustein                                                                                         | ⊙        | 0,0           | 22. Apr. 2004 |
| 12 Stieleichen am Wippinger Sportplatz                  | BW   | 84251410042 | Blaustein                                                                                         | ⊙        | 0,0           | 22. Apr. 2004 |
| 2 Blutbuchen am Ehrensteiner Friedhof                   | BW   | 84251410058 | Blaustein                                                                                         | ⊙        | 0,0           | 22. Apr. 2004 |
| 2 Linden am Feldkreuz im Gew. Steinesch                 | BW   | 84251410054 | Blaustein Nicht mehr in der LUBW-Datenbank vorhanden. Die Bäume wurden gefällt und nachgepflanzt. | ⊙        | 0,0           | 22. Apr. 2004 |
| 2 Linden an der Bushaltestelle                          | BW   | 84251410048 | Blaustein                                                                                         | ⊙        | 0,0           | 22. Apr. 2004 |
| 2 Silberlinden am Friedhof                              | BW   | 84251410061 | Blaustein                                                                                         | ⊙        | 0,0           | 22. Apr. 2004 |
| 2 Sommerlinden an der Straße nach Weidach               | BW   | 84251410037 | Blaustein                                                                                         | ⊙        | 0,0           | 22. Apr. 2004 |
| 2 Sommerlinden bei der Steingrube                       | BW   | 84251410026 | Blaustein                                                                                         | ⊙        | 0,0           | 22. Apr. 2004 |
| 2 Stieleichen am Waldrand                               | BW   | 84251410018 | Blaustein                                                                                         | ⊙        | 0,0           | 22. Apr. 2004 |
| 3 Bäume am Beibruckberg                                 | BW   | 84251410057 | Blaustein                                                                                         | ⊙        | 0,0           | 22. Apr. 2004 |
| 3 Linden an der Kapellenstraße                          | BW   | 84251410047 | Blaustein                                                                                         | ⊙        | 0,0           | 22. Apr. 2004 |
| 7 Linden an den Oberen Krautländern                     | BW   | 84251410032 | Blaustein                                                                                         | ⊙        | 0,0           | 22. Apr. 2004 |
| 9 Linden am Sportgelände Markbronn                      | BW   | 84251410068 | Blaustein                                                                                         | ⊙        | 0,0           | 22. Apr. 2004 |
| Legende für Naturdenkmal                                |      |             |                                                                                                   |          |               |               |